# Mohammed Saleh Isfahani
Mohammed Saleh Isfahani (auch Mohammad Saleh Esfahani; anhörenⓘ persisch محمد صالح اصفهانی Muḥammad Ṣalāḥ Iṣfahānī; mohæmmæd sɑlɛh ɛsfɑhɑni; * unbekannt; † 3. April 1714) war ein Kalligraf  der Safawiden-Ära. Er war Sohn von Abu Turab Isfahani und dessen Schüler. Er folgte dem Stil Mir Emads. Viele der Inschriften an den historischen Bauten in Isfahan, wie die Inschrift am Iwan des Tschehel-Sotun-Palastes, sind seine Werke.